# Carolina Freyre
Carolina Freyre Arias, también conocida como Carolina Freyre de Jaimes (Tacna, 4 de enero de 1844 - Buenos Aires, 29 de mayo de 1916) fue una escritora, poeta, dramaturga y novelista peruana, pionera entre las mujeres periodistas de Latinoamérica. 
Freyre nació en la ciudad de Tacna, al sur de Perú, siendo una de los seis hijos del matrimonio entre Juana Arias y Andrés Freyre Fernández.  Estudió en el Colegio Nacional de Educandas de Tacna, siendo a muy corta edad profesora de matemáticas. Publicó sus primeros versos a sus catorce años.

## Trayectoria periodística
En sus trabajos periodísticos se ocupa de cuestiones sociales. El 30 de diciembre de 1871 empezó a publicar en El Correo de Lima artículos como ¨La Educación¨, ¨El espíritu científico del siglo¨ y ¨La educación de la mujer¨. En 1872, empezó a colaborar como comentarista del diario ¨La Patria¨ y paralelamente publicó ensayos de contenido histórico.
Fundó junto a otros escritores jóvenes la Cofradía Lírica, que posteriormente sería conocida como Bohemia tacneña.
En Lima fue parte de un grupo social intelectual establecido en la ciudad en la década de 1870, el grupo de mujeres escritoras establecidas en Lima en esa época estuvo conformado por Teresa González de Fanning, de Ancash, Mercedes Cabello, de Moquegua y Clorinda Matto, de Cuzco. El grupo creó un clima favorable a la literatura y fue establecido en parte a través de diferentes espacios culturales entre los que se destacan las veladas literarias que se desarrollaban en la casa de la argentina Juana Manuela Gorriti. Freyre estableció amistad con Ricardo Palma, a quien posiblemente conoció en estas veladas.
El 23 de mayo de 1874, junto a Juana Manuela Gorriti, lanzó la primera edición de El Álbum - Revista semanal para el bello sexo y la Revista La Alborada. El Álbum fue la primera revista femenina dirigida por mujeres. La dirección compartida continuaría hasta el N.º 16 en que ella asumiría la responsabilidad total. A este semanario, Freyre traslada su columna “Revista de Lima”, la cual publicaba desde hace varios años en el diario La Patria (1871-1882).

## Vida
Freyre desarrolló su vida entre Tacna, Lima, Sucre y Buenos Aires. La familia de Freyre se dedicaba a los emprendimientos editoriales y periodísticos, los cuales tenían gran influencia cultural en Tacna. Su padre fue director de varios periódicos y propietario de una imprenta. Carolina trabajó, junto a su padre y su hermano, Roberto Freyre, quien fuera un personaje destacado durante la Guerra del Pacífico, en dichos emprendimientos. Una de las publicaciones más emblemáticas de la familia fue el diario El Tacora, fundado en 1882 y clausurado durante el periodo de ocupación chilena.
Carolina Freyre estuvo casada con el escritor boliviano Julio Lucas Jaimes, apodado ¨Brocha Gorda¨, con quien tuvo seis hijos: Federico, María, Carolina, Julia, Rosa, Raúl, quien se convertiría en pintor, y Ricardo Jaimes Freyre, reconocido poeta boliviano. Vivió en Tacna durante parte del periodo de ocupación chilena de este territorio.

## Obra

### Poesía
- La bella tacneña, 1860
- Amigo Federico, 1887

### Novela
- El regalo de boda, 1887

### Teatro
- María de Bellido, 1877
- Blanca de Silva, 1879
- Pizarro (s.f.)

## Homenajes
La ciudad de Tacna nominó una calle de la urbanización Barrientos en su honor.